# 21 tankar om det 21:a århundradet
21 tankar om det 21:a århundradet (engelsk originaltitel: 21 Lessons for the 21st Century) är en bok av den israeliska författaren Yuval Harari. Boken publicerades på engelska 2018 och kommer att publiceras oktober 2018 på svenska. Boken handlar bland annat om arbetslöshet, desinformation, globalisering, invandring, krig, miljö, ojämlikhet, terrorism, övervakning och människas framtid under 2000-talet.